# Valdegrudas
Valdegrudas ist ein Ort und eine Gemeinde (municipio) mit 52 Einwohnern (Stand: 2024) im westlichen Zentrum der Provinz Guadalajara in der Autonomen Gemeinschaft Kastilien-La Mancha.

## Lage und Klima
Valdegrudas liegt in einer Höhe von ca. 935 m in der Kulturlandschaft der Alcarria. Die Entfernung zur südwestlich gelegenen Provinzhauptstadt Guadalajara beträgt etwa 16 Kilometer (Fahrtstrecke). Das Klima ist gemäßigt bis warm; Regen (533 mm/Jahr) fällt übers Jahr verteilt.

## Bevölkerungsentwicklung
| Jahr      | 1970 | 1981 | 1991 | 2001 | 2011 | 2021 |
| Einwohner | 125  | 94   | 66   | 56   | 68   | 52   |

## Sehenswürdigkeiten
- Johannes-der-Täufer-Kirche